# Vinerea Mare

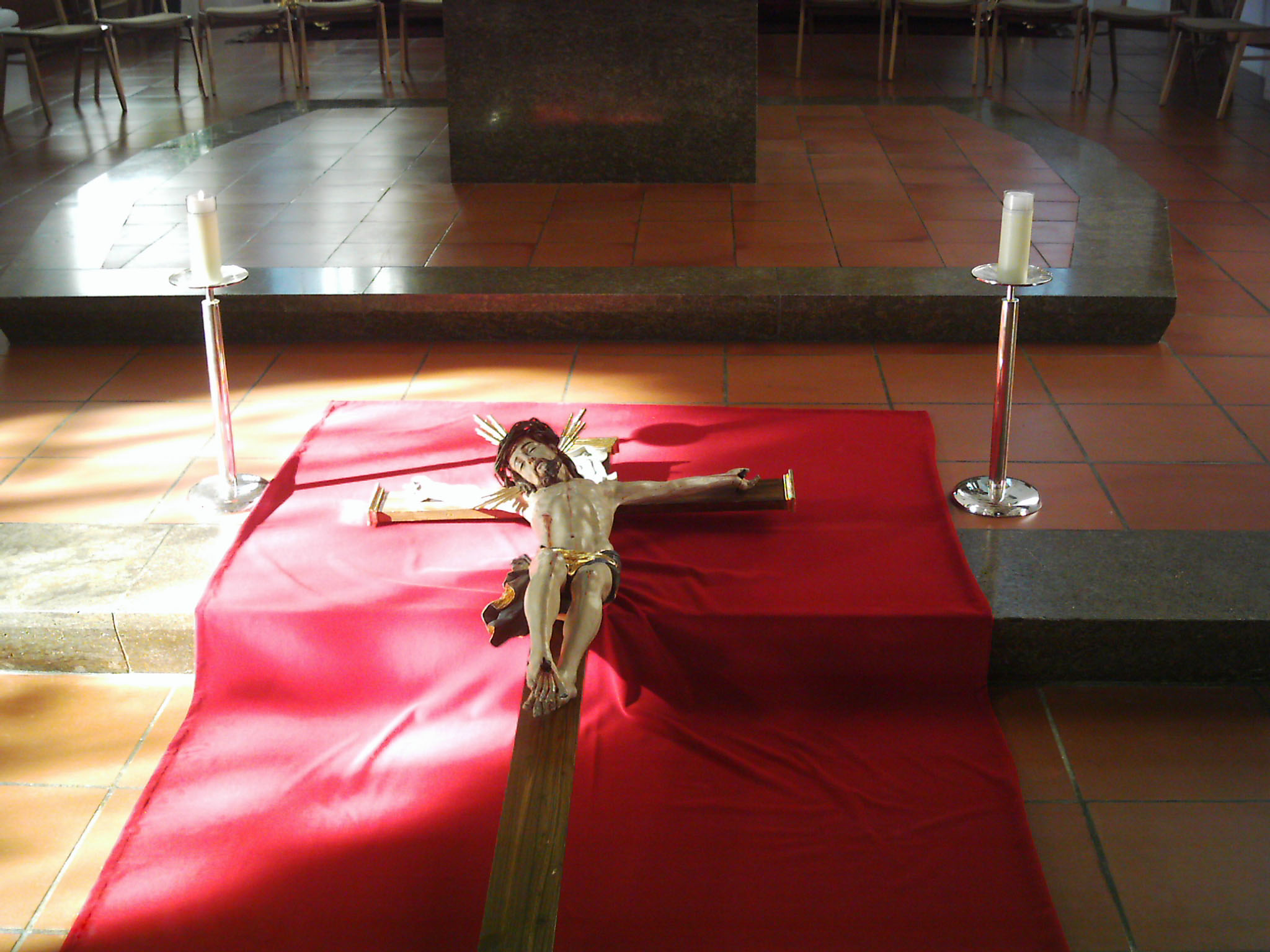
Adoratio crucis

Vinerea Mare, Vinerea Sfântă  sau Vinerea Patimilor este ultima zi de vineri înaintea Paștelui, și astfel ultima vineri din Postul Mare. Este numită și Vinerea Paștelui, Vinerea Patimilor, Vinerea Neagră, Vinerea Seacă. Se numește Vinerea Paștilor, pentru că este ultima vineri dinaintea Paștelui, Vinerea Patimilor, deoarece în această zi a pătimit și a fost răstignit Iisus Hristos, Vinerea Seacă, pentru că mulți români au obiceiul de a posti post negru. Este una dintre cele trei zile de sărbătoare religioasă creștină numite "Triduum Sacrum" din care face parte Joia Mare, Vinerea Mare și Sâmbăta Mare. După credința creștină, în această zi a avut loc moartea lui Isus care a fost răstignit și a murit pe cruce pentru răscumpărarea neamului omenesc de sub jugul păcatului strămoșesc. Unii creștini țin în această zi un post sever, numit și post negru. Slujbele din această zi cuprind: Denia de Joi seara, în timpul căreia se citesc „cele douăsprezece Evanghelii“ care vorbesc despre Pătimirile Domnului; Ceasurile împărătești au loc vineri dimineața, Vecernia, în timpul căreia se face și „Punerea în mormânt“ sau scoaterea Epitafului în mijlocul bisericii, spre închinare și Pavecernița.
Se practică și devoțiunea Căii Crucii.